# Alejandro Gálvez
Alejandro Gálvez Jimena (Granada, 6 giugno 1989) è un ex calciatore spagnolo, di ruolo difensore.

## Carriera
Cresciuto nei settori giovanili di Albacete e Villarreal, debutta tra i professionisti nel 2008 con l'Onda, in prestito, collezionando 26 presenze e 3 reti. Nella stagione successiva gioca nel Villanovense in Segunda División B, dove segna 3 reti in 31 partite.
Nel 2010 passa allo Sporting de Gijón B, squadra riserve dello Sporting de Gijón, totalizzando 51 presenze e 4 gol. Promosso in prima squadra, nella stagione 2011-2012 ha giocato 12 partite nella Liga con lo Sporting Gijón
Nel 2012 firma per il Rayo Vallecano, con cui gioca per due stagioni nella massima serie spagnola, collezionando 54 presenze e 2 gol. Nell’estate del 2014 si trasferisce in Germania al Werder Brema, in Bundesliga, con cui disputa 41 partite e realizza 2 reti.
Rientra in Spagna nel 2016 firmando per l'SD Eibar, con cui gioca due stagioni (23 presenze, 1 gol). Nel 2018 passa in prestito all'UD Las Palmas, in Segunda División, disputando 18 incontri. 
Torna poi al Rayo Vallecano per la stagione 2018-2019, in cui colleziona 17 presenze e una rete. Nel 2019 si trasferisce al Qatar SC, dove gioca fino al 2021 totalizzando 35 presenze e 1 rete.
Dopo una parentesi di due anni con l'UD Ibiza (21 presenze), nel 2023 gioca brevemente con l'Al-Khor SC prima di firmare per il Recreativo Huelva, dove chiude la carriera nel 2025 con 31 presenze e un gol.